# Lo strano percorso
Lo strano percorso è una canzone scritta e cantata da Max Pezzali nel 2004.

## Descrizione
È il primo singolo estratto da Il mondo insieme a te, primo album da solista del cantante pavese. Il brano è stato prodotto da Marco Guarnerio e Pier Paolo Peroni. Il brano è contenuto anche in TuttoMax, Max Live 2008, Max 20 (reinterpretato con Eros Ramazzotti) e Le canzoni alla radio. Con questa canzone, frequentemente trasmessa dalle radio,  Max Pezzali partecipa al Festivalbar 2004. Il video della canzone è stato premiato al Premio Roma Videoclip.

## Video musicale
Il video di Lo strano percorso è stato diretto da Gaetano Morbioli, che si è avvalso della fotografia di Gianluigi Palumbo e della produzione della Run Multimedia. Il video racconta di una storia d'amore messa alla prova dalla partecipazione della ragazza ad un reality show intitolato La casa (parodia del Grande Fratello). Nel ruolo del conduttore dello show c'è Fedro Francioni, partecipante della terza edizione del Grande Fratello.
Il video è stato girato in parte a Verona, di cui sono visibili alcuni luoghi come il Parco giardino Sigurtà. Hanno inoltre partecipato come comparse (il pubblico del reality show) diversi studenti di teatro di un liceo scientifico della città.

## Tracce
1. Lo strano percorso – 4:11
2. Lo strano percorso (strumentale)
3. Album Preview

## Formazione
- Max Pezzali – voce
- Claudio Guidetti – chitarra acustica, chitarra elettrica, pianoforte, tastiera, missaggio
- Paolo Costa – basso
- Marco Guarnerio – cori

## Classifiche
| Classifica (2004) | Posizione massima |
| ----------------- | ----------------- |
| Italia            | 4                 |